# Jesus Camp
Jesus Camp è un documentario del 2006 diretto da Rachel Grady e Heidi Ewing circa un campo estivo pentecostale per bambini che hanno la possibilità di passare l'estate imparando e mettendo in pratica il cosiddetto prophetic gift (dono profetico) e che ricevono insegnamenti circa la possibilità di restituire l'America a Cristo.
Secondo il distributore del documentario, questo non fornisce alcun punto di vista "preconfezionato" e cerca di essere una onesta e imparziale descrizione di una parte della comunità evangelica.
Il 23 gennaio 2007 Jesus Camp è stato candidato agli Oscar per la categoria Best Documentary Feature.

## Trama
Jesus Camp è un documentario circa la "Kids On Fire School of Ministry", un importante campo estivo cristiano, che si trova sul Devil's Lake (Lago del Diavolo), in Nord Dakota, gestito da Becky Fischer. La pellicola è focalizzata su tre bambini che frequentarono il campo nell'estate 2005 ed i cui nomi sono Levi, Rachael e Tory (Victoria). I tre bambini, nonostante la loro giovane età, sono già dei cristiani molto devoti. Levi, che vorrebbe diventare un pastore, ha già predicato diversi sermoni presso la chiesa di suo padre, Rock of Ages Church nel Missouri. Il bambino, come molti degli altri partecipanti al campo, studia a casa e non frequenta alcuna scuola; inoltre, studia scienze naturali da un libro che cerca di riconciliare i principi del Creazionismo con quelli scientifici, a volte mettendo questi in secondo piano.
Durante il campo predica un sermone secondo cui la sua generazione è la chiave per il ritorno di Cristo. Rachael, il cui padre è assistente pastore nella medesima chiesa di Levi, cerca di diffondere il credo cristiano a chiunque incontri. Tory fa parte del "Children's Praise Dance Team" della Christ Triumphant Church. Spesso danza sulle note del "christian metal". Al campo, Fischer sottolinea la necessità per i bambini di essere purificati per diventare parte dell'"esercito di Dio" e crede fortemente che i bambini debbano essere in prima linea per far tornare l'America ai valori cristiani conservatori; pensa, inoltre, che i cristiani debbano concentrarsi nell'allenare i bambini poiché "il nemico" allena i propri.
In una scena girata nella Christ Triumphant Church, Lou Engle, fondatore della Justice House of Prayer, prega perché i bambini si uniscano nella lotta contro la legalità dell'aborto in America. Prega, inoltre, per George W. Bush perché abbia la forza di fare le scelta giuste per rovesciare Roe contro Wade. Alla fine del sermone i bambini gridano "Righteous judges! Righteous judges!". In un'altra scena, una donna porta un'immagine a grandezza naturale di Bush e fa pregare i bambini davanti a questa. C'è anche una scena in cui, presso la New Life Church in Colorado, Levi e la sua famiglia vanno in vacanza per sentirne il rinomato pastore, Ted Haggard, implicato in seguito in uno scandalo legato a omosessualità, prostituzione ed utilizzo di metanfetamine.
Ancora nel documentario la Fischer rivolgendosi ai suoi piccoli cristiani dice "Well, let me say something about Harry Potter. Warlocks are enemies of God. Shoud he be in the Old Testament, he would have been put to death" ovvero "Bene, lasciate che vi dica qualcosa su Harry Potter. Gli stregoni sono nemici di Dio. Se fosse vissuto ai tempi dell'Antico Testamento, sarebbe stato condannato a morte".

## Distribuzione
Jesus Camp fu proiettato per la prima volta nel 2006 al Tribeca Film Festival e fu venduto dalla A&E Indie Films alla Magnolia Pictures. Dibattiti sul documentario ebbero luogo in vari programmi televisivi e sulla carta stampata nel 2006.

## Punti critici
Uno dei punti critici del documentario è il momento in cui i personaggi parlano "le lingue". Ciò che fanno, tecnicamente, si chiama glossolalia che, presso comunità cristiane carismatiche, è nota come "avere il sacro dono delle lingue", cioè parlare una lingua che non si conosce per intercessione divina. I partecipanti al documentario cadono in una sorta di trance, piangono e urlano parole del tipo "oramalala, uramana sharamannalalla, ramalaramahuraralama". Questa parole dovrebbero appartenere alla lingua madre dello spirito santo. Secondo il Dr. William T. Samarin, professore di antropologia e di linguistica presso l'Università di Toronto "la glossolalia consiste in successioni prive di significato di sillabe i cui suoni siano familiari a chi sta parlando, e da questi associati in modo variamente casuale… La glossolalia richiama un vero linguaggio poiché chi parla vorrebbe inconsciamente dare tale impressione". Il credere in tale abilità lascia teoricamente all'interprete la piena libertà di "tradurre", in quanto solo chi è dotato di fede e di un dono di interpretazione non specificato sarà in grado di decifrare le espressioni. Nicholas Spanos fa notare che: "Tipicamente, le interpretazioni avallano i dogmi centrali della comunità religiosa in questione".
Ulteriore punto critico è l'infuocata preghiera/esorcismo con lo scopo di allontanare Satana dall'attrezzatura tecnologica, allo scopo di non lasciare che si insinui al suo interno creando problemi ai microfoni, all'impianto elettrico, a Power Point e talvolta al WordPad. Secondo George Dvorsky dell'Institute for Ethics and Emerging Technologies Jesus Camp consiste in "the art of brainwashing children" (l'arte di lavare il cervello ai bambini).